# 一八九四·甲午大海战
《一八九四·甲午大海战》是由冯小宁执导，陆毅、孙海英、吕丽萍等出演的历史（爭議）战争片，背景为大清朝和大日本帝国之间的甲午战争。

## 剧情
影片从主角邓世昌的童年讲起。
1877年，一批少年学子怀着强国之梦登上海轮远赴英国，进入格林威治皇家海军学院。在那里他们登上了最新式的军舰，学习到最先进的知识，并亲自驾驶着清政府用重金购买的铁甲巨舰驶回祖国。而他们的同学中就有一批日本留学生，同样带着强国之志，同样驾着日本政府购买的军舰向遥远的东方驶去，年轻的日本天皇正等待着他们，以加速他同样是学习西方的明治维新。
古老的紫禁城里，年轻的光绪皇帝立志变法强国，但慈禧太后才是真正的统治者，公然在朝廷上“垂帘听政”，整个中国充满腐败。
中国的海上，第一次出现了一支强大的舰队，这些舰长大多是英美留学生，巨大的舰炮可以倾刻将目标轰成碎片。日本长崎、日本舰长们阴沉的目光迎来了到访的中国舰队，仇恨的日本民众与中国水兵发生血腥的冲突，双方炮口都迅速瞄准对方，战火一触即发……
长崎事件极大地刺激了日本，天皇率先捐款，全国一心发展海军，尤其发展新式的快速炮，使海军实力迅速提高；而在隔海相望的中国，为了讨好慈禧太后六十大寿，一座富丽堂皇的园林——颐和园已近完工，用来修建颐和园的钱竟是中国海军的军费。
致远舰管帶 ( 艦長 ) 邓世昌是北洋舰队中一个不嫖赌不贪私的舰长，总兵刘步蟾的表妹早在英国时就爱慕他的一表人才，而邓世昌坚守着传统的忠孝伦理，不为其所动。这次小妹从英国带回一个喜讯，英国愿将一艘最新式的军舰卖出，但众人的喜悦很快化为泡影：朝廷因修颐和园早已无钱购舰，而修筑颐和园的费用足以买上二十艘新式军舰。当日本知道这一情况后，天皇再次带头捐款，每天只吃一顿饭，抢购下了这艘新式军舰，并命名为吉野号。
侵略扩张的野心终于使日本发动了战争，邓世昌在生日前一天告别了赶来相送的小妹，毅然驾着致远号随舰队驶向茫茫大海。黄海大东沟，中日双方海军主力展开队形，爆发了人类历史上第一次蒸汽机铁甲舰队的大海战。海面上炮声隆隆，水柱冲天，在这场决定两国命运的决战中，日本的快速炮显出绝对优势，而中国海军的炮弹却经常命中敌舰而不炸。北洋舰队的军舰连连被击沉，而日本军舰却没有一艘沉没。关键时刻，致远号突然冲出层层弹雨，裹挟着浓烟烈火，挂起冲锋旗直向日本海军的主力“吉野”号冲来，在弹尽重伤之时，邓世昌毅然驾着烈火之舰决死相拼，水柱如林的海面上传出他的吼声：“我等从军卫国，即使死，也要撞沉吉野！”但是在敌舰队上百门快速炮的集中轰击下，“致远”号终于爆炸沉没！悲愤交加的邓世昌拒绝了战友的救援，誓与“致远”号同沉，但他的爱犬却死死叼住他的肩头不放，邓世昌仰头长啸，狠狠心抱住爱犬一同沉入波涛，惊天泣地，壮烈至极！连日军也肃然起敬，被后人敬为“中华民族近代史第一英雄”。 
日军大举入侵中国，并在旅顺进行了灭绝全城的旅顺大屠杀，原有2万余人的旅顺城只剩下36人。而此时的北京颐和园里却是一片欢歌，慈禧太后的六十寿典进行得如火如荼。
刘公岛，北洋舰队在港内进行最后的苦战，日军攻占了陆上所有炮台，将炮口转过来猛轰港内的中国军舰，所有人都望眼欲穿地盼望陆军的救援，然而几路援军全推托不前，甚至转头逃跑！孤守一个月的北洋舰队终于弹尽援绝，军心遣散，刘步赡等人拒绝了日本同学的劝降，亲手炸沉了自己的军舰后自尽身亡，一支曾威震东方的强大舰队灰飞烟灭……
1895年1月14日，日本在明知钓鱼岛属于中国领土的情况下，通过内阁会议决定将钓鱼岛改名为尖阁群岛，归为己有。
1895年，日本马关。李鸿章被慈禧派往日本求和。李鸿章屈辱地踏上码头，昔日威风的总理大臣如今却低头俯首的哀求对手，却不知日本早已破译了中国的电报密码！而且自己的国力也早就空虚，打不下去了。历史就这样把中国推向了更加苦难的深渊。日本要求中国割让台湾岛及附属岛屿、朝鮮半島、辽东半岛，又提出了赔银两亿五千万两、开放沙市、重庆、苏州、杭州通商口岸等一系列条件。李鸿章愤然离去，却被日本民众袭击，子弹打入脸部。不久后身在医院的李鸿章收到软弱腐败清政府的答复，同意日本提出的全部条件。
4月17日，李鸿章颤抖地在耻辱的条约上签下耻辱的名字。这就是历史上著名的《马关条约》。
直到五十年后，美国以兩枚原子彈换来日本在二战中的无条件投降。
又过了六十七年，一艘海轮驶过平静的海面，一幅当年少年学子的照片飘落大海。而在那深蓝色的海底，静卧着一艘铁甲舰的残骸。

## 演员
| 演员     | 角色          | 备注                                     |
| 陆毅     | 邓世昌        | 北洋舰队的海军首领之一，致远舰的指挥者。 |
| 龔潔     | 小妹          | 劉步蟾之表妹，愛慕鄧世昌。               |
| 杨立新   | 丁汝昌        | 北洋海军提督。                           |
| 孙海英   | 李鸿章        | 北洋通商大臣。                           |
| 吕丽萍   | 慈禧          | 大清晚期实际掌权者。                     |
| 郭家铭   | 爱新觉罗·载湉 | 大清光绪帝。                             |
| 马光泽   | 刘步蟾        | 北洋水师右翼总兵。                       |
| 夏雨     | 伊东祐亨      | 大日本帝国海军中将、联合舰队司令官。     |
| 平田康之 | 伊藤博文      | 日本国时任首相。                         |

## 花絮
电影剧本由中国甲午战争研究会的工作人员和冯小宁一起合作完成，一共创作了22年。
电影开机拍摄点是山东省的刘公岛，
其次拍摄点在重庆市长寿湖。

## 评价
部分外界評價此片不僅絕大多數該做的基礎考證與細節沒做到，且許多重要關鍵情節與內容偏離扭曲史實，甚至為特定政治目的（片中一再鋪陳當時根本完全不存在的釣魚島議題）而刻意捏造夾帶虛構錯置架空歷史事件，此外尚有眾多前後矛盾不一的烏龍狀況。此片除宣揚教條式的愛國主義及民族主義外，唯一的「強項」是能以戰爭劇情挑起觀眾的情緒與吸引目光；全片只能說是利用較高的製片技術，包裹許多錯誤的訊息，與其說是歷史戰爭片，不如說是依附在歷史上的「戰爭幻想片」。